# OpenRC
OpenRC è un sistema di inizializzazione (init system) basato su dipendenze e sviluppato per sistemi operativi Unix-like. Fu creato da Roy Marples, uno sviluppatore NetBSD attivo anche nel progetto Gentoo.
Nato proprio come sistema di init nativo per Gentoo è stato poi adottato da molte altre distribuzioni a seguito della loro decisione di abbandonare systemd .
OpenRC avvia i servizi di sistema necessari nell'ordine corretto all'avvio, li gestisce mentre il sistema è in uso, e li termina allo spegnimento. Può supervisionare i processi che avvia, e ha la possibilità di avviare processi in parallelo - quando possibile - per ridurre i tempi d'avvio.

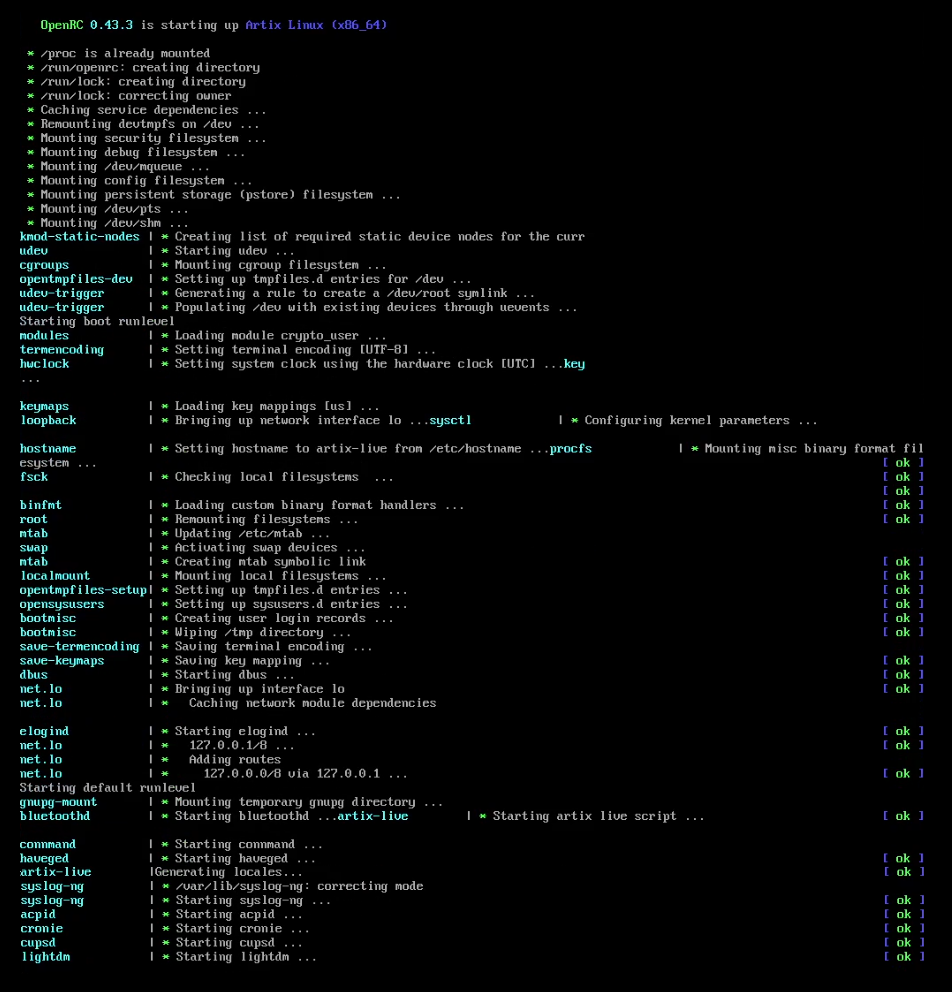
OpenRC all'avvio di Artix Linux

## Caratteristiche
OpenRC ha una struttura più semplice rispetto a systemd, basata su script shell e file di configurazione. Il sistema è composto da piccoli servizi indipendenti, che possono essere avviati, arrestati o riavviati in modo granulare. Offre un alto grado di personalizzazione, permettendo agli utenti di configurare il sistema in base alle proprie esigenze. È noto per la sua stabilità e affidabilità, essendo utilizzato in produzione da molti sistemi critici.
- Funziona su diverse distribuzioni Linux e BSD, oltre a essere supportato da sistemi containerizzati come LXC e OpenVZ.
- Supporto per cgroups[6]
- Supervizione dei processi.
- Avvio basato su dipendenze, con avvio dei servizi in parallelo.
- Risoluzione e riordine automatico delle dipendenze.
- Initscripts inizializzati dall'hardware.
- Impostazione dei valori ulimit e nice per servizio attraverso la variabile rc_ulimit.
- Permette script d'init complessi che avviano più componenti (Samba [smbd and nmbd], NFS [nfsd, portmap, etc.])
- Architettura modulare, adatta all'infrastruttura preesistente.
- OpenRC ha il suo sistema d'init chiamato openrc-init opzionale
- OpenRC ha il suo supervisore dei processi opzionale

## Diffusione
OpenRC è il sistema di inizializzazione adottato da questo distribuzioni GNU/Linux:
- Alpine Linux
- Funtoo Linux
- Gentoo Linux
- Hyperbola GNU/Linux-libre
- Maemo Est
- Nitrux

OpenRC è disponibile opzionalmente per:
- Artix Linux (alcuni lo considerano la scelta predefinita[7])
- Devuan[8]
- Parabola GNU/Linux-libre